# 황성추
황성추(黃聖球, 영어: Joseph Huang, 2003년 5월 4일 ~ )는 대만의 배우이다.